# Barry Kramer
Barry D. Kramer (Schenectady, 10 novembre 1942 – 4 gennaio 2025) è stato un cestista statunitense, professionista nella NBA e nella ABA.

## Carriera
Venne selezionato dai San Francisco Warriors al primo giro del Draft NBA 1964 (6ª scelta assoluta).

## Palmarès
- NCAA AP All-America First Team (1963)
- NCAA AP All-America Third Team (1964)